# Timonius branderhorstii
Timonius branderhorstii är en måreväxtart som beskrevs av Theodoric Valeton. Timonius branderhorstii ingår i släktet Timonius och familjen måreväxter. Inga underarter finns listade i Catalogue of Life.